# Ключникова, Ольга Евгеньевна
Ольга Евгеньевна Ключникова (род. 1 сентября 1989 года, Пенза, Россия) — российская пловчиха. Пятикратная чемпионка Сурдлимпийских игр (2017, Самсун). Четырёхратная чемпионка Чемпионата мира по плаванию (спорт глухих) в Сан-Паулу (Бразилия, 2019). Победитель Чемпионата России по плаванию спорта глухих (2015). Многократная чемпионка России, рекордсменка России по плаванию (спорт глухих). Заслуженный мастер спорта России по спорту глухих (2017).

## Биография
Ольга Ключникова родилась в Пензе. Профессионально заниматься плаванием начала в Пензенской областной СДЮСШОР в 1996 году под руководством тренера Галины Вячеславовны Долговой.
Окончила среднюю школу № 28 г Пензы. В 2011 году окончила факультет физической культуры ПГПУ имени В. Г. Белинского.
В 2005 году была включена в юниорскую сборную России, в рамках подготовки к первенству Европы. На этом первенстве завоевала 2 награды — золотую и бронзовую медаль в эстафетном плавании.
С 2007 по 2013 год была включена в основной состав сборной России.
На сурдлимпиаде 2017 года завоевала 5 золотых медалей, на чемпионате Европы 2018 года — 8 золотых, и на чемпионате мира 2019 года — 10 золотых медалей.
Призёр Европейского фестиваля в Германии в 2008 г. (12 наград).
Победитель чемпионата России по плаванию в эстафете 4 по 200 метров вольным стилем (2008). Бронзовый призёр чемпионата России по плаванию в эстафете 4 по 100 метров вольным стилем (2008).
Мастер спорта России международного класса по плаванию, бронзовый призёр чемпионата Европы 2009 года.
Участница чемпионата мира 2009 г., участница чемпионата Европы 2008, 2010 годов, участница всемирной Универсиады 2011 года,
В 2015 году перешла в адаптивный спорт. В ноябре 2015 г. впервые выступала на чемпионате России по плаванию спорта глухих (25м) в Казани и завоевала 5 золотых медалей (200 м компл., 50 м, 100 м, 200 м на спине, 500 м баттерфляй).
В 2016 г. на чемпионате России по плаванию спорта глухих (50 м) в Саранске Ключникова завоевала 3 золотые медали и установила 3 рекорда России на дистанциях: 200 м на спине (2:22.48), 100 м вольный стиль (58.11), 400 м комплекс (5:11.48).
На чемпионате России по плаванию спорта глухих (25 м) в Казани завоевала 5 золотых медалей и установила 5 рекордов России по спорту глухих на дистанциях 50 м на спине (29.47), 100 м на спине (1.02.49), 200 м комплексное плавание (2:27.25), 50 м баттерфляй (28.18), 200 н/с 2:19.41.
В апреле 2017 г. на чемпионате России (50 м) в Саранске завоевала 5 золотых медалей и установила 5 рекордов России на дистанциях 50 м, 100 м и 200 м на спине, 100 м вольным стилем и 200 м комплексным плаванием. По итогам соревнований прошла отбор на Сурдлимпиаду.
В 2017 г. в Самсуне (Турция) на XXIII Сурдлимпийских летних играх завоевала 5 золотых медалей (50 м, 100 м и 200 м на спине, 200 м комплексным плаванием и в эстафете 4×100 м комплекс) и установила 9 мировых рекордов.
В 2019 г. на чемпионате мира по плаванию среди спортсменов с нарушением слуха в Сан-Паулу в первый день соревнований установила мировой рекорд в заплыве на 50 метров баттерфляем, а в составе сборной команды России выиграла эстафету 4х200 метров вольным стилем. Во второй день выиграла золотые медали на дистанции 50 метров вольным стилем и 200 метров — на спине.